# Теобальд Батлер, 1-й главный кравчий Ирландии
Теобальд Уолтер (также известен как Теобальд Фиц-Уолтер, Теобальд Батлер, Теобальд Уолтер Ле Ботелер) (англ. Theobald Walter, 1st Chief Butler of Ireland; 1165 год — 4 февраля 1206 года) — англо-нормандский дворянин, 1-й барон и 1-й главный кравчий Ирландии (с 1192 года). Также занимал должности главного дворецкого Англии и высшего шерифа Ланкашира (англ.) в 1194 году.

## Семья
Теобальд был сыном сэра Харви Уолтера и его жены Матильды (Мод) де Валонье, одной из дочерей Теобальда де Валонье. У них были дети: Теобальд, Хьюберт, Бартоломью, Роджер и Хамон. Хьюберт Уолтер (ок. 1160—1205), старший брат Теобальда, был архиепископом Кентерберийским, лордом-юстициарием и лордом-канцлером Англии. Хьюберт и Теобальд воспитывались их дядей Ранульфом де Гленвилем, юстициарием Англии при короле Генрихе II Плантагенете. Ранульф де Гленвиль был мужем Берты де Валонье, сестры Мод де Валонье, матери Теобальда.

## Карьера
25 апреля 1185 года принц Джон, получивший от своего отца Генриха II титул лорда Ирландии, высадился в Уотерфорде. Среди представителей знати, сопровождавших принца, был Теобальд Уолтер, который получил наследственные титулы барона Батлера и первого главного крачего Ирландии. Теобальд Уолтер и его преемники должны были присутствовать на коронации королей Англии и в этот день подавать новому монарху первый кубок вина. Отец Теобальда был наследственным владельцем должности дворецкого в Англии. Теобальд сопровождал принца Джона во время его экспедиции в Манстер и Лейнстер. Теобальд Уолтер получил в наследственное владение от принца большие земельные владения на северо-востоке ирландского королевства Томонд.
Теобальд Уолтер принимал активное участие в войне с ирландцами, когда бывший верховный король Руайдри Уа Конхобайр пытался вернуть себе королевский престол после ухода в монастырь. люди Теобальда были причастны к убийству Донала Мор на Корра Мак Картайга в ходе переговоров под Корком в 1185 году. В 1194 году Теобальд поддержал своего старшего брата Хьюберта в подавлении восстания принца Джона в Ланкастере. Теобальд Уолтер был награждён должностью шерифа Ланкашира, которую он занимал с 1194 по 1199 год.
В начале 1200 года новый король Англии Иоанн Безземельный лишил Теобальда Уолтера всех его должностей и владений из-за нарушений в качестве шерифа Ланкашира. В январе 1202 года Теобальд Уолтер получил назад все свои титулы и владения.
Теобальд Уолтер основал аббатство Уотни близ современной деревни Марро в графстве Лимерик (около 1200), аббатство Коккерсанд в Ланкастере, аббатство в городе Нина в графстве Типперэри и монастырский дом в Арклоу в графстве Уиклоу.
Теобальд Уолтер скончался 4 февраля 1206 года в замке Арклоу и был похоронен в аббатстве Уотни, графство Лимерик.

## Брак и дети
Теобальд Уолтер около 1199 года женился на Мод Ле Вавасур (1176—1226), наследнице Роберта де Вавасура, барона из Йоркшира. у них было трое детей:
- Теобальд Ле Ботиллер (1200—1230), 2-й главный кравчий Ирландии;
- Мод Ле Ботиллер (1192—1244), была замужем три раза;
- Матильда Ле Ботиллер (1199—1225), жена Эдварда де Годольфина.